# Rychnowo (województwo warmińsko-mazurskie)
Rychnowo – wieś w Polsce położona w województwie warmińsko-mazurskim, w powiecie ostródzkim, w gminie Grunwald, przy DK7. W latach 1975–1998 miejscowość położona była w województwie olsztyńskim.
We wsi znajduje się przystanek autobusowy, sklep, sala kinowa. Za wsią (ok. 2 km) w kierunku północno-zachodnim, w stronę wsi Durąg, na zboczu doliny rzeki Grabiczek znajduje się głaz narzutowy o obwodzie 17 m i wysokości 2,25 m.

## Historia
Wieś założona w 1325 na obszarze 400 włók, na których powstały później wsie: Rychnowo, Szyldak, Gierzwałd. Lokacja wsi nastąpiła w 1325 r. W czasach krzyżackich wieś pojawia się w dokumentach w roku 1325, podlegała pod komturię w Ostródzie, były to dobra rycerskie o powierzchni 70 włók. W czasie wojny polsko-krzyżackiej, w 1410 r. wieś została zniszczona, włącznie z kościołem. W 1514 r. niejaki Maciej z Rudna z Mazowsza zakupił w Rychnowie 19,5 włoki. W 1490 roku odbudowano kościół.

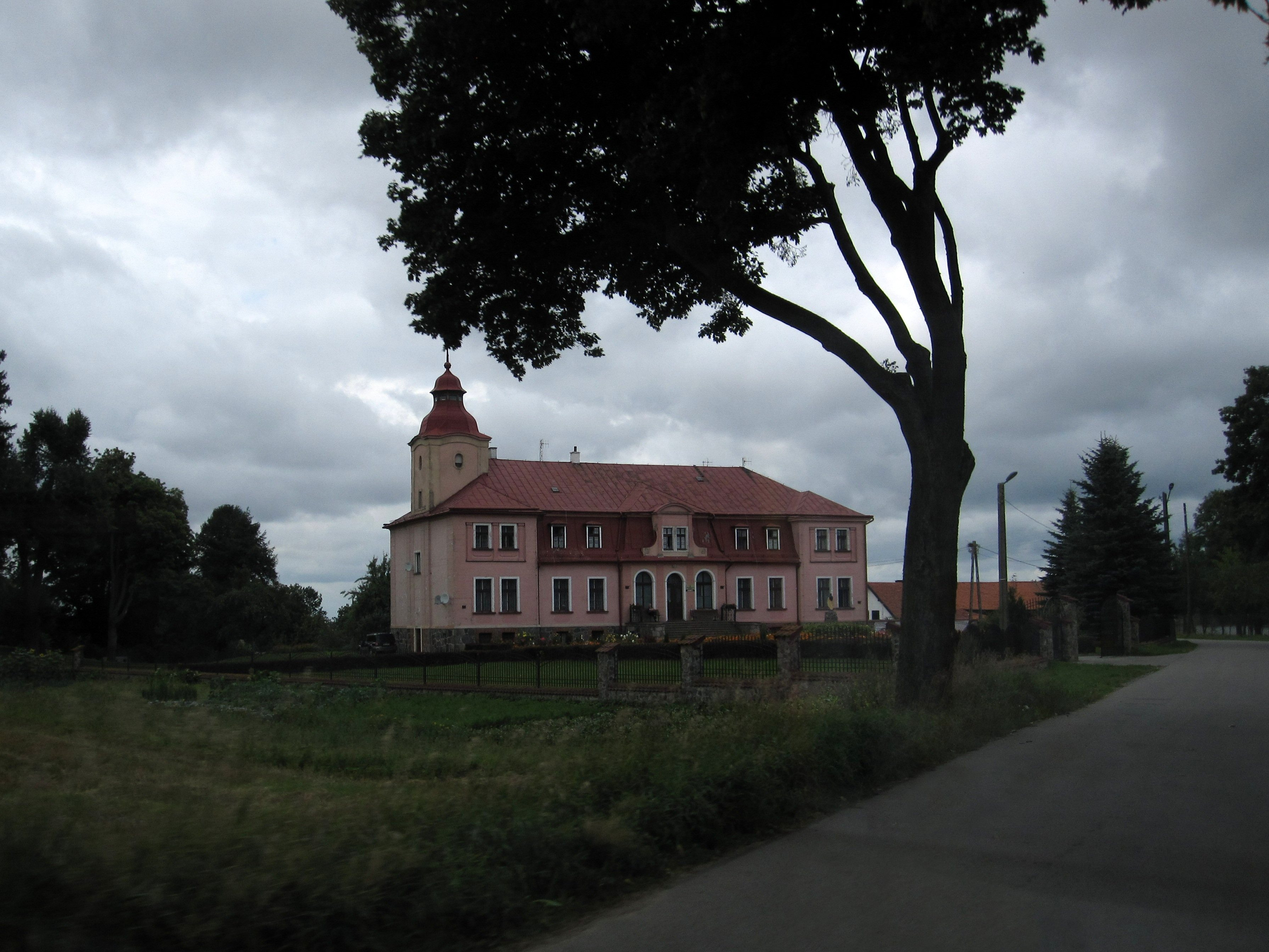
Pałac - obecnie dom zakonny Zgromadzenia Sióstr św. Teresy

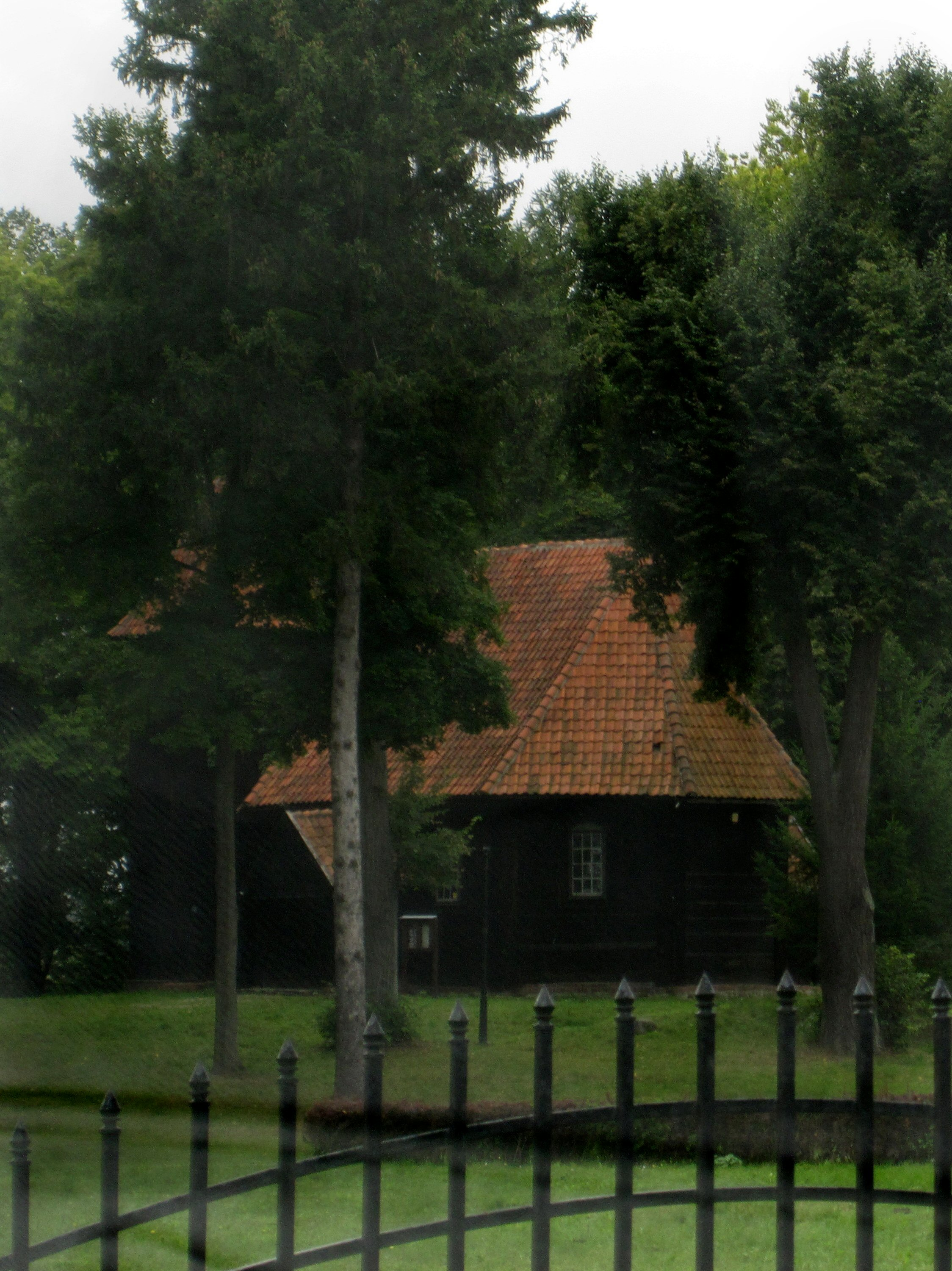
Kościół parafialny pw. Wniebowzięcia NMP, dawny kościół ewangelicki

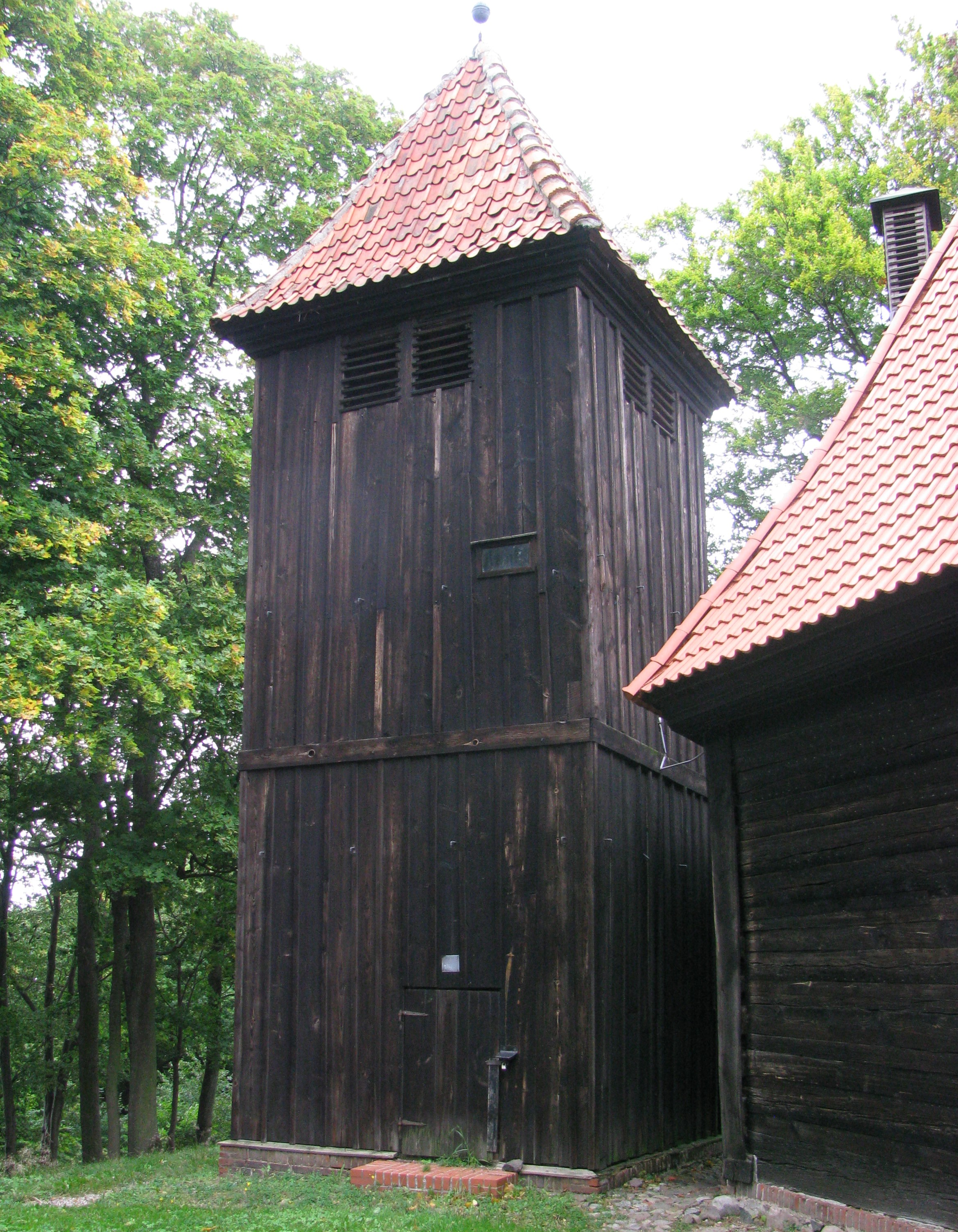
Drewniana dzwonnica

W 1518 r. kościół wyposażono w nowy ołtarz szafowy a w 1537 r. zakupiono organy. Z dokumentów z roku 1540 wynika, że w tym czasie Rychnowo należało do Waltera Sperlinga i Antoniego z Rychnowa. We wsi ponadto mieszkali: 17 chłopów czynszowych, czterech zagrodników, krawiec, młynarz i pastuch. Walter Sperling założył we wsi karczmę i sprzedawał rocznie 62 beczki piwa.
W drugiej połowie XVI wieku wieś podupadła bowiem w roku 1577 nie uprawianych było 18 włók wiejskich i cztery włoki kościelne. W 1613 r. doszło do sporu o włoki kościelne (czynsz miał służyć na opłacanie pastora i nauczyciela) między trzema braćmi Birckhan z Gierzwałdu i trzema braćmi Eysack a Jakubem Finckiem. W 1650 r. wśród właścicieli wsi był także E. Kikoll.
W 1705 r. Zygmunt Kikoll zastawił 35 włók w Rychnowie niejakiemu von Polentzowi w zamian za udzielona pożyczkę. W 1713 roku w kościele pojawiły się nowe malowidła, których kopie znajdują się w replice kościoła w skansenie w Olsztynku. W 1735 r. Jerzy Kikoll sprzedał majątek ziemski w Rychnowie, liczący 30 włók, Adamowi Hoverbeckowi. W 1794 majątek przeszedł na własność niejakiego Auerswalda. 
W 1800 roku majątek ten nabył Fryderyk von Kleist. Według danych z 1820 r. w majątku było 18 domów i 133 mieszkańców. W 1900 r. majątek ziemski Rychnowo Livonius sprzedała jakiemus Polakowi, za co nazwano go złym gospodarzem.
W 1925 r. wieś obejmowała obszar 800 ha i mieszkało w niej 337 osób. W 1939 r. we wsi było 325 mieszkańców.

## Zabytki
Do wojewódzkiego rejestru zabytków wpisane są obiekty:
- Drewniany kościołek, zabytek budownictwa ludowego, zbudowany w 1713 jako kościół ewangelicki, na planie ośmioboku, z wolno stojąca dzwonnicą (ok. 1707). Strop kościoła ozdobiony jest polichromią, przedstawiającą scenę grzechu pierworodnego na tle fantastycznego krajobrazu ze zwierzętami. Na ścianach bocznych widoczne są postacie 11 Apostołów (bez św. Piotra) i portret Marcina Lutra (za ołtarzem). W ołtarzu tryptyk późnogotycki (1517) z rzeźbą koronowania Matki Boskiej. Kopia kościoła znajduje się w Muzeum Budownictwa Ludowego w Olsztynku
- Dawny pałac z XVII w., przebudowany w końcu XVIII wieku w stylu barokowym tworząc rezydencję. Nie posiada stylowego detalu, nakryty dachem mansardowym, do lewego boku przylega czteroboczna wieża. Obecnie dom zakonny Zgromadzenia Sióstr św. Teresy[6].